# Прифтис, Герасимос
Гера́симос При́фтис (греч. Γεράσιμος Πρίφτης; 1910 — 27 декабря 1985) — греческий журналист и переводчик, коммунист, партизан, командир подразделений Народно-освободительной армии Греции (ЭЛАС). Парламентский деятель Единой демократической левой партии.

## Биография
Герасимос Прифтис родился на острове Керкира.
В годы тройной, германо-итало-болгарской, оккупации Греции (1941—1944) и в звании лейтенанта запаса, вступил в ряды Народно-освободительной армии Греции (ЭЛАС).
Возглавил 24-й полк ЭЛАС, с которым принял участие в сражении при Парамитья в Эпире.
В дальнейшем стал адъютантом комдива VIII дивизии ЭЛАС Средней Греции и возглавил криптографический отдел дивизии. В составе VIII дивизии, в июле 1944 года принял участие в одной из самых больших операций ЭЛАС,сражении за освобождение города Амфилохия.
После освобождения страны, как и тысячи других коммунистов и бывших бойцов ЭЛАС, подвергся гонениям. В 1947 году был выслан в Концентрационный лагерь Макронисос, где оставался до 1953 года.
После освобождения был избран депутатом парламента от Единой демократической левой партии (ЭДА) в 1956 и 1958 годах.
Был занят переводческой деятельностью. В частности, перевёл на греческий работы Фиделя Кастро.
Умер в Афинах в 1985 году.
Муниципалитет города Керкира дал имя Герасимоса Прифтиса улице столицы его родного острова.

## Переводы Герасимоса Прифтиса
- Фидель Кастро. Кубинская революция (Η επανάσταση της Κούβας Φιντέλ Κάστρο Αλφειός, 1963)[8].
- Фидель Кастро. Движение 26 июля (Κίνημα 26ης Ιουλίου στην Κούβα Ιδεολογικά, πολιτικά, οργανωτικά και στρατιωτικά κείμενα Κάλβος, 1981)[9]
- Джузеппе Майда. Нюрнбергский процесс (Η Δίκη της Νυρεμβέργης = Τα φοβερά ντοκουμέντα. — Αθήνα : Φυτράκη, 1972 I. Mayda Giuseppe. II. Πρίφτης Γεράσιμος)[10].